# Manuel Bretón de los Herreros

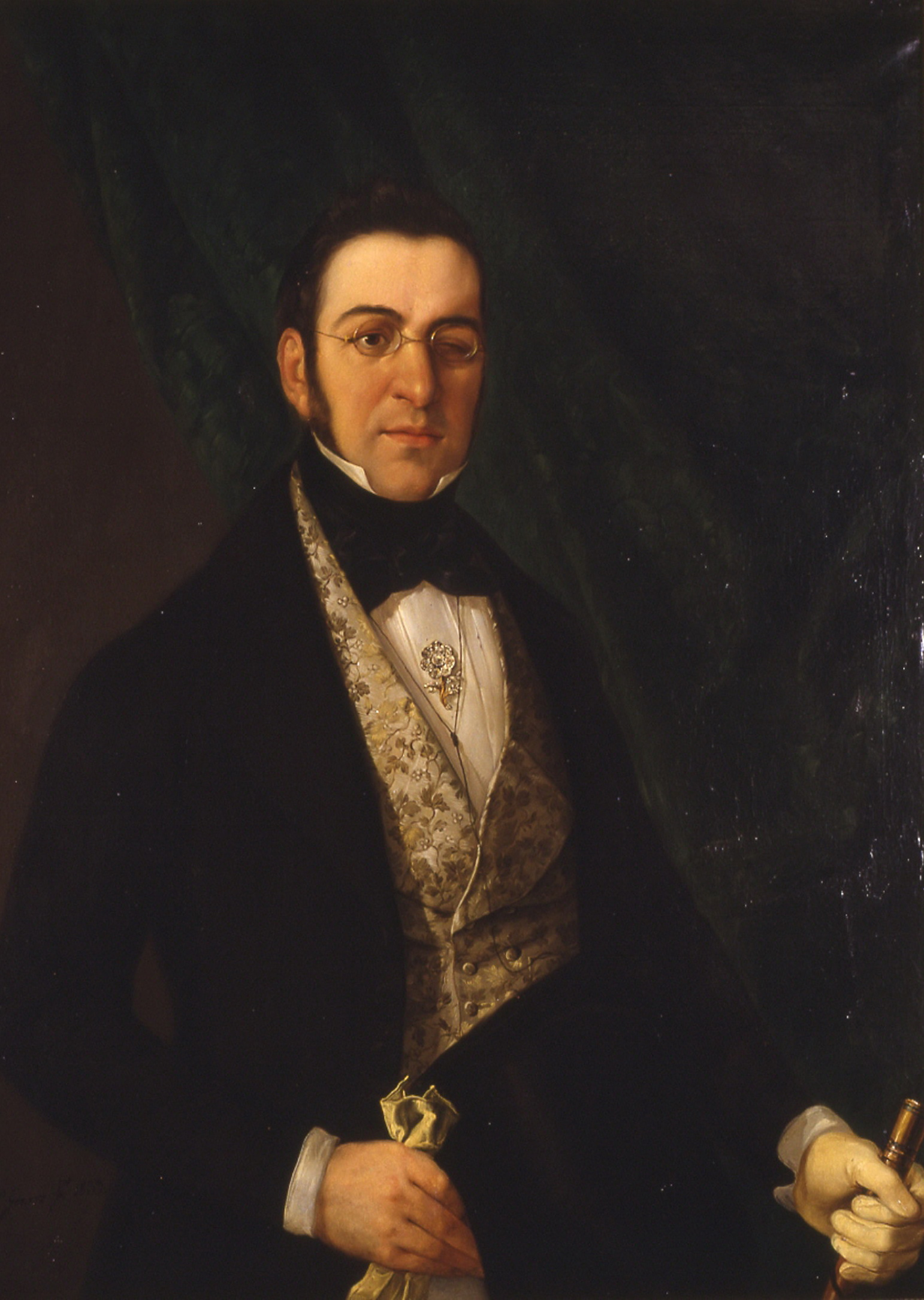
Manuel Bretón de los Herreros.

Manuel Bretón de los Herreros, född 19 december 1796, död 8 november 1873, var en spansk poet.
Bretón de los Herreros blev chef för Biblioteca nacional 1847, och medlem av Spanska akademien 1837, och var under en lång tid dess ständige sekreterare. Sin bana som dramatiker inledde han 1824 med det 1817 skrivna skådespelet A la vejez, viruelas ("När de gamla få vattkoppor"). Han sista verk var Sentidos corporales (1867, "Köttslig lusta"). Mellan dessa utgav han inte mindre än 175 skådespel, bland vilka kan framhållas det romantiska dramat Elena (1834), komedin Marcela (1831) och lustspelet La escuela del matrimonio (1852, "Äktenskapsskolan"). Bretón de los Herreros påverkades främst av Eugène Scribe och Leandro Fernández de Moratín.